# ام‌وی آنسیلوس
ام‌وی آنسیلوس (به انگلیسی: MV Ancylus) یک کشتی بود. این کشتی در سال ۱۹۳۴ ساخته شد.